# جيايوغوان
جيايوغوان (بالصينية: 嘉峪关市) هي مدينة من مدن الصين. يبلغ عدد سكانها 231853 نسمة حسب إحصائيات سنة 2010. تبلغ مساحتها 2935 كم².

## المناخ
يظهر الجدول التالي التغييرات المناخية على مدار السنة لجيايوغوان:
| البيانات المناخية لـجيايوغوان     | البيانات المناخية لـجيايوغوان | البيانات المناخية لـجيايوغوان | البيانات المناخية لـجيايوغوان | البيانات المناخية لـجيايوغوان | البيانات المناخية لـجيايوغوان | البيانات المناخية لـجيايوغوان | البيانات المناخية لـجيايوغوان | البيانات المناخية لـجيايوغوان | البيانات المناخية لـجيايوغوان | البيانات المناخية لـجيايوغوان | البيانات المناخية لـجيايوغوان | البيانات المناخية لـجيايوغوان | البيانات المناخية لـجيايوغوان |
| الشهر                             | يناير                         | فبراير                        | مارس                          | أبريل                         | مايو                          | يونيو                         | يوليو                         | أغسطس                         | سبتمبر                        | أكتوبر                        | نوفمبر                        | ديسمبر                        | المعدل السنوي                 |
| --------------------------------- | ----------------------------- | ----------------------------- | ----------------------------- | ----------------------------- | ----------------------------- | ----------------------------- | ----------------------------- | ----------------------------- | ----------------------------- | ----------------------------- | ----------------------------- | ----------------------------- | ----------------------------- |
| متوسط درجة الحرارة الكبرى °م (°ف) | −2 (28)                       | 3 (38)                        | 11 (51)                       | 17 (63)                       | 22 (72)                       | 27 (81)                       | 29 (84)                       | 28 (83)                       | 23 (73)                       | 16 (60)                       | 6 (42)                        | 0 (32)                        | 15 (59)                       |
| متوسط درجة الحرارة الصغرى °م (°ف) | −16 (3)                       | −12 (11)                      | −4 (25)                       | 2 (36)                        | 8 (46)                        | 13 (55)                       | 15 (59)                       | 14 (58)                       | 8 (47)                        | 1 (33)                        | −7 (20)                       | −13 (9)                       | 1 (34)                        |
| الهطول سم (إنش)                   | 0 (0)                         | 0.25 (0.1)                    | 0.51 (0.2)                    | 0.51 (0.2)                    | 0.76 (0.3)                    | 1.0 (0.4)                     | 1.8 (0.7)                     | 2.8 (1.1)                     | 0.51 (0.2)                    | 0 (0)                         | 0.25 (0.1)                    | 0.25 (0.1)                    | 8.6 (3.4)                     |
| المصدر: Weatherbase               |                               |                               |                               |                               |                               |                               |                               |                               |                               |                               |                               |                               |                               |

## توأمة
لجيايوغوان اتفاقيات توأمة مع:
- كريمنشوك (2012 - )

## وصلات خارجية
- الموقع الرسمي